# Dakshinamurti

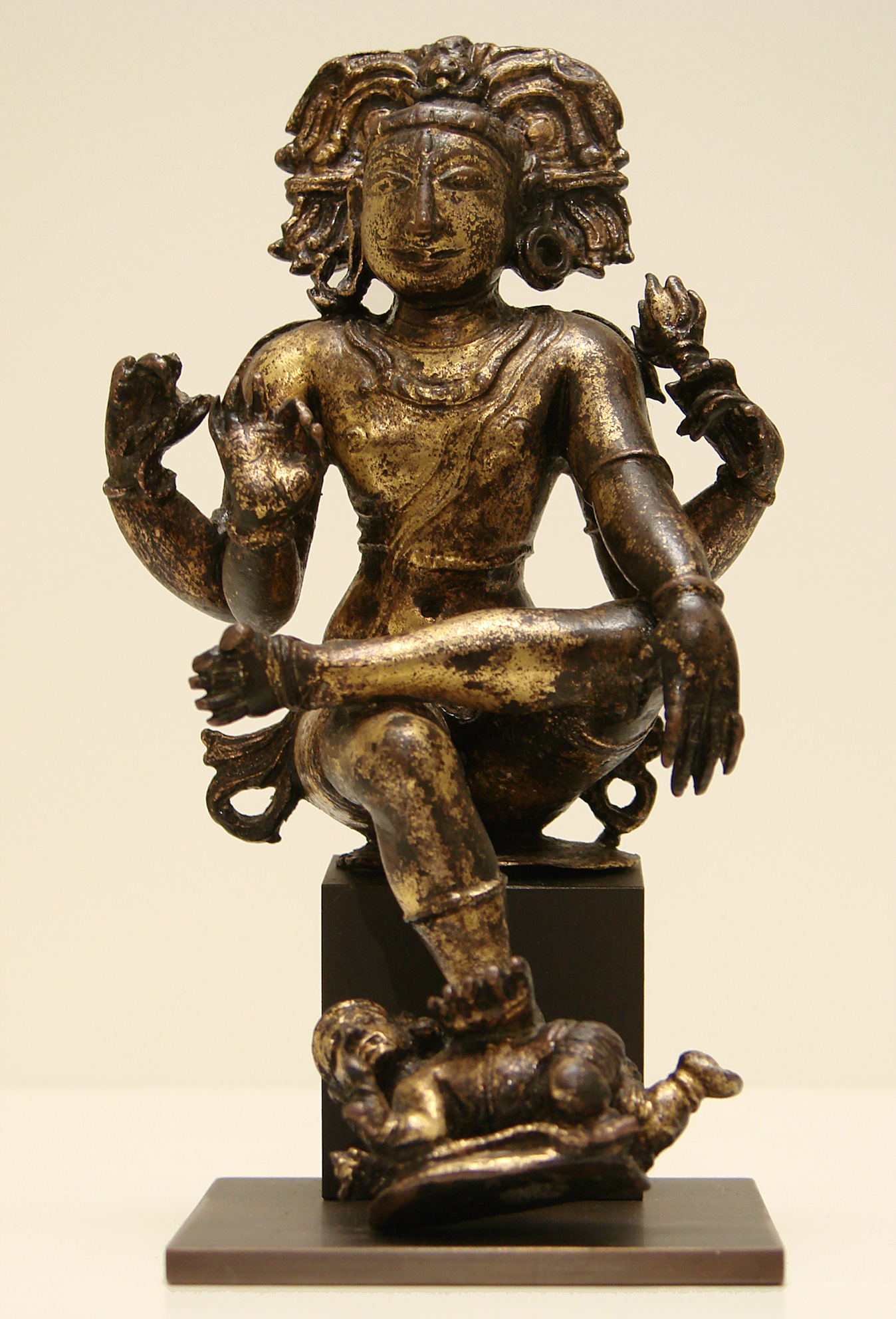
Dakshinamurti, XVIe siècle, Musée Guimet, Paris.

Dakshinâmûrti (Sanskrit: दक्षिणामूर्ति (Dakṣiṇāmūrti)) est un aspect de Shiva  représentant la connaissance et particulièrement le jñāna (ज्ञान, sanskrit, n.). Cet aspect représente également Shiva sous la forme d'un guru, maître de la musique, du yoga et du savoir.

## Signification
Dakshina (sanskrit : दक्षिणा (dakṣiṇā)) signifie 'vers le sud' et mûrti, 'forme', (sanskrit : मूर्ति (mūrti). Dakshinâmûrti signifie donc littéralement 'Forme (de Shiva) faisant face au sud' en Sanskrit.

## Représentation
Dakshinâmûrti est représenté avec quatre bras, assis sous un banian et faisant face au sud. Il est souvent entouré de sages recevant son enseignement. Son pied droit repose sur le démon apasmara (un démon nain, la personnification de l'ignorance selon la mythologie hindoue), alors que sa jambe gauche est repliée sur sa cuisse droite. Une de ses mains supérieures porte un serpent et/ou un rosaire tandis que l'autre détient une flamme. On représente souvent sa main gauche inférieure portant les écritures. Sa main droite inférieure forme la 'Jñana Mudrā' (littéralement 'geste/signe de la connaissance'), dans laquelle le pouce et l'index sont en contact alors que les autres doigts sont écartés en arrière. Plus rarement, cette main exprime la 'Abhaya Mudrā' (ou 'geste/signe de la protection').
Il existe des variations autour de cette représentation : on le retrouve parfois sous la forme de Vinadhara Dakshinâmûrti (jouant de la vīnā) ou de Rishabharoda Dakshinâmûrti (monté sur un taureau).

## Symbolisme
Un caractère original de Dakshinâmûrti réside dans le fait qu'il est certainement une des seules divinités qui est représentée face au sud.  Dans les temples dédiés à Shiva on le retrouve souvent sur la face sud du sanctuaire. Dans le symbolisme hindou, au nord siège la connaissance. La direction du sud (sanskrit: दक्षिण (dakṣiṇa)) représente quant à elle la mort, la destruction/le changement. Du nord au sud, la connaissance se répand comme les rayons de la lumière. Ce déversement/cette dispersion de la connaissance est symbolisé par Dakshinâmûrti qui fait face au sud. Son orientation rappelle également qu'il est le dieu qui préside à la mort.
La Jnana Mudra ou Cin Mudra formé par la main droite inférieure de Dakshinâmûrti est attaché à une symbolique particulière. Le pouce (aṅguṣṭha) représente le principe divin ou Īśvara tandis que l'index (tarjanīya) représente ahaṃkāra, l'égo ou l'identification au soi personnel jīva. Les trois autres doigts sont attachés à plusieurs symboles assemblés classiquement par trois. On peut donc retrouver les trois gunas (caractéristiques), les trois śarīras (corps), les trois avasthās (états de conscience) ou plus simplement deha (le corps physique), prāṇa (le souffle) et l'antahkaraṇa (l'équipement mental). Selon l'hindouisme, l'identification fallacieuse du soi avec ces trois niveaux est à l'origine de la sensation de limitation ou d'imperfection de soi. Par le discernement (viveka), on doit réaliser que l'âme individuelle/incarnée – jīva – n'est jamais séparée de Īśvara (et ainsi pouvoir abolir l'illusoire ahaṃkāra / ego, ou moi transitoire, empêchant l'accès à la Délivrance des réincarnations et à la connaissance du Divin). Tout ce qui existe est seulement Brahman et rien d'autre. C'est la signification du pouce et de l'index se rejoignant pour former un cercle, le tout sans commencement ni fin.